# Stadtkreisgericht Palanga
Das Stadtkreisgericht Palanga (lit. Palangos miesto apylinkės teismas) ist ein Stadtkreisgericht an der litauischen Ostseeküste, in Palanga. Das Gericht der zweiten Instanz ist das Bezirksgericht Klaipėda. Das zuständige Territorium ist die Stadt Palanga.
Adresse: Vytauto Str. 102, Palanga, LT-00133.

## Richter
- Gerichtspräsidentin Diana Jakštienė (* 1970)[3]
- 3 andere Richter